# Ерик (приток Липового Донца)
Ерик — река в России, протекает по Белгородскому и Яковлевскому районам Белгородской области. Устье реки находится в 5 км от устья реки Липовый Донец по правому берегу. Длина реки составляет 13 км. Площадь водосборного бассейна — 78,2 км².

## Населённые пункты
На реке Ерик расположены следующие населённые пункты (в порядке от истока к устью):
- хутор Гремучий (Белгородский район, Ериковское сельское поселение)
- село Ерик (Белгородский район Ериковское сельское поселение)[3]
- село Шопино (Яковлевский район, Терновское сельское поселение)

## Пруды
На реке Ерик расположены два пруда, один севернее хутора Гремучий, второй — между хутором Гремучий и селом Ерик.

## Данные водного реестра
По данным государственного водного реестра России относится к Донскому бассейновому округу, водохозяйственный участок реки — Северский Донец от истока до границы РФ с Украиной без бассейнов рек Оскол и Айдар, речной подбассейн реки — Северский Донец (российская часть бассейна). Речной бассейн реки — Дон (российская часть бассейна).
Код объекта в государственном водном реестре — 05010400112107000010733.